# Swazilands riksvapen
Swazilands riksvapen visar i mitten en krigarsköld, ett zuluspjut och en stav med fjädrar från paradisänkan (en vävarfågel). Ovanpå skölden finns kungens traditionella huvudbonad. Lejonet representerar kungen, och elefanten representerar kungens moder. Inskriptionen betyder "Vi är makten".